# NGC 5178
NGC 5178 é uma galáxia espiral (S0-a) localizada na direcção da constelação de Virgo. Possui uma declinação de +11° 37' 30" e uma ascensão recta de 13 horas, 29 minutos e 29,3 segundos.
A galáxia NGC 5178 foi descoberta em 11 de Maio de 1883 por Ernst Wilhelm Leberecht Tempel.